# Esquadra 504
A Esquadra 504 "Linces" MHA é uma esquadra da Força Aérea Portuguesa. Opera aeronaves Dassault Falcon 50 e Dassault Falcon 900, e a sua missão consiste na execução de operações de transporte aéreo especial, realizando o transporte aéreo de altas individualidades nacionais e estrangeiras, sejam elas civis ou militares, voos de apoio logístico, evacuação sanitária e de transporte de órgãos para transplante.
A 9 de março de 2019, foi agraciada com o grau de Membro-Honorário da Ordem Militar de Avis.